# Биттерфельд-Вольфен
Би́ттерфельд-Вольфен (нем. Bitterfeld-Wolfen) — город в земле Саксония-Анхальт, Германия. Крупнейший в районе Анхальт-Биттерфельд. Образован 1 июля 2007 года в результате объединения двух городов Биттерфельд и Вольфен, а также трёх общин: Греппин, Хольцвайсиг и Тальхайм.

## География
Географическое положение
Город располагается в юго-восточной части земли Саксония-Анхальт в 30 километрах к северо-востоку от Галле и в 36,5 километрах к северу от Лейпцига.
Климат
Климат умеренно тёплый (согласно классификации климатов Кёппена — Cfb). Среднегодовая температура положительная и составляет + 9,2 °C, средняя температура самого холодного месяца января 0,0 °С, самого жаркого месяца июля +18.3 °С. В год выпадает около 501 мм осадков. Наименьшее количество осадков выпадает в феврале, в среднем 29 мм. Большая часть осадков здесь выпадает в июне, в среднем 60 мм.
.

## Экономика
В городе расположены завод электродвигателей и генераторов компании Pamo Reparaturwerk и завод аккумуляторных батарей китайской компании Farasis Energy.

## Города-побратимы
По состоянию на 2019 год Биттерфельд-Вольфен имеет шесть городов-побратимов:
| Город        | Регион                    | Страна   | Дата                            |
| ------------ | ------------------------- | -------- | ------------------------------- |
| Дзержинск    | Нижегородская область     | Россия   | 1996                            |
| Каменна-Гура | Нижнесилезское воеводство | Польша   | 26 марта 2006                   |
| Вьерзон      | Центр — Долина Луары      | Франция  | 1959                            |
| Вильфонтен   | Овернь — Рона — Альпы     | Франция  | 7 мая 1994                      |
| Виттен       | Северный Рейн-Вестфалия   | Германия | май 1990                        |
| Марль        | Северный Рейн-Вестфалия   | Германия | июнь 1990, вскоре после Перемен |